# 芝麻灣

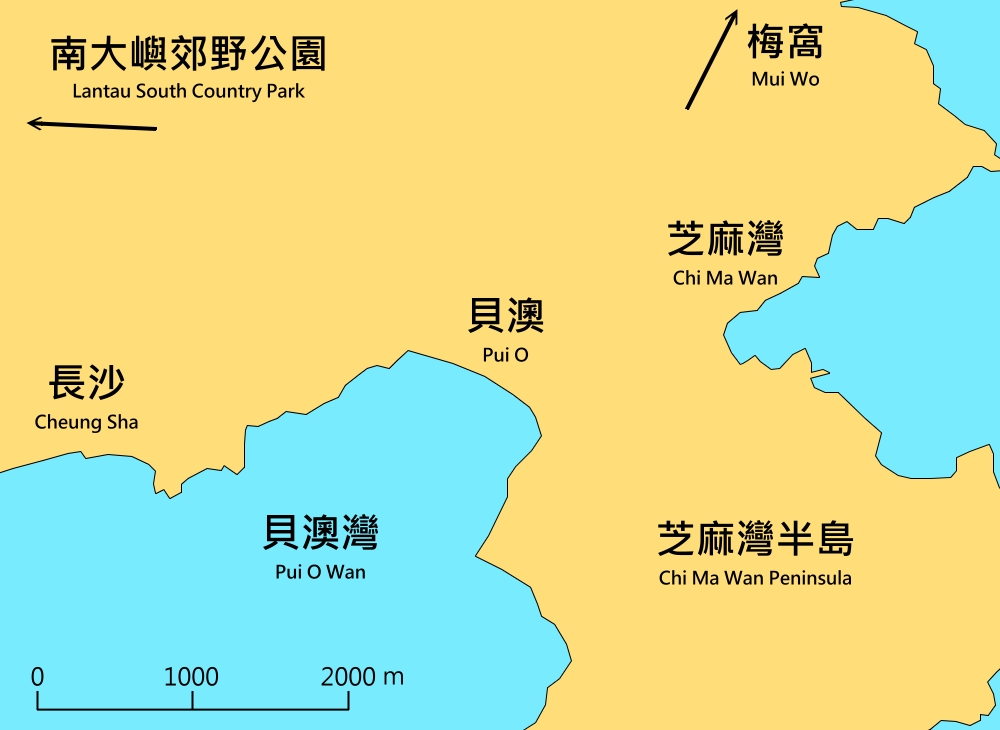
芝麻灣地圖位置

芝麻灣（英語：Chi Ma Wan）是香港的一個海灣，位於新界大嶼山東南部的芝麻灣半島以北，而芝麻灣半島便是因芝麻灣而得名。

## 附近設施
- 芝麻灣戒毒所
- 十塱村
- 十塱水塘
- 香港正生書院

## 外部連結
- 芝麻灣地圖
- 2008年7月1日，明報: 芝麻灣兩渡輪相撞，多人傷，涉及一艘香港往長洲的新渡輪，及另一艘往澳門的金光飛航雙體船「金光會展號」。

22°14′N 114°00′E / 22.233°N 114.000°E